# Bahnhof Mittenwald
Bahnhof Mittenwald vasútállomás Németországban, Mittenwaldban. A német vasútállomás-kategóriák közül a negyedik csoportba tartozik.

## Vasútvonalak
Az állomást az alábbi vasútvonalak érintik:
- Mittenwaldbahn

## Kapcsolódó állomások
A vasútállomáshoz az alábbi állomások vannak a legközelebb:
- Klais station
- Scharnitz railway station